# Narjeh
Narjeh (farsi نرجه) è una città della shahrestān di Takestan, circoscrizione Centrale, nella provincia di Qazvin in Iran. Aveva, nel 2006, una popolazione di 73.625 abitanti. 